# Peptydy nierybosomalne
Peptydy nierybosomalne (ang. nonribosomal peptide, NRP) – klasa metabolitów wtórnych, chemicznie będących peptydami, ale w przeciwieństwie do normalnych białek organizmów, nie są one kodowane genomowo, a co za tym idzie, ich synteza nie jest związana z translacją rybosomalną. Zwykle są metabolitami mikroorganizmów: bakterii i grzybów. Czasami można je znaleźć w organizmach wyższych, jak na przykład w ślimakach morskich rzędu Nudibranchia, jakkolwiek uważa się raczej, że nawet tam są one produktem symbiotycznych z tymi organizmami bakterii.
Niniejsza nazwa (NRP), mimo że z definicji wskazuje na peptydy pochodzenia nierybosomalnego, odnosi się do bardzo specyficznej części tych biomolekuł, która jest opisana w tym haśle. Poza nimi organizmy żywe syntezują wiele białek, nieprodukowanych na rybosomach, jakkolwiek nazwa NRP się do nich nie odnosi.
W przeciwieństwie do zwykłych białek, peptydy te są syntezowane bez udziału aparatury translacyjnej przez syntetazę peptydów nierybosomowych (NRPS nonribosomal peptide synthetases) z aminokwasów jako substratów. NRPS mogą być traktowane jako duże białkowe kompleksy-fabryki o budowie modułowej, które w przeciwieństwie do rybosomów nie potrzebują matrycy mRNA jako informacji o sekwencji syntezowanego peptydu, ale są raczej stworzone do syntezy jednego konkretnego peptydu, zatem działają jak zwykłe enzymy (ich kompleks).
NRP często bywają związkami cyklicznymi często z dodatkowo rozgałęzioną strukturą. Mogą zawierać tak zwane aminokwasy „niebiałkowe”, czyli niekodowane standardowo w genomie: D-aminokwasy, aminokwasy modyfikowane N-metylacją i N-formylacją, czy też glikozylowane, acylowane, hydroksylowane, a nawet halogenizowane.
Cyklizacja nie zawsze jest efektem zamknięcia łańcucha wiązaniem peptydowym, ale bywa rozwiązana przez reakcję zamknięcia przez atomy tlenu czy siarki, które mogą podlegać dalszemu utlenianiu lub redukcji.
Czasami seryna jest modyfikowana przez dehydratację co skutkuje powstaniem dehydroalaniny.
NRP mogą być także dimerami albo trimerami identycznych sekwencji monomerowych, które są zamknięte w pierścień lub rozgałęzione.
Te i szereg innych modyfikacji zapewniają bardzo dużą rozmaitość tej klasy związków i pomimo tego, że zwykle składają się one z mniejszej ilości jednostek monomerowych (aminokwasów) niż przeciętne białko, po uwzględnieniu modyfikacji ich zmienność jest także bardzo wysoka.
W związku z tym, peptydy nierybosomalne są niezwykle różnorodną rodziną związków organicznych o bardzo szerokim przekroju funkcji i aktywności biologicznych, w tym o aktywnościach farmakologicznych. Często są one toksynami, sideroforami czy barwnikami. W tej klasie występuje wiele antybiotyków, cytostatyków i substancji immunosupresyjnych, także dostępnych handlowo.

## Przykłady
- Antybiotyki
  - Bacytracyna
  - Wankomycyna
  - Tyrocydyna
  - Gramicydyna
  - Tiostrepton
- Prekursory antybiotyków
  - Tripeptyd-ACV
- Cytostatyki
  - Epotilon
  - Bleomycyna
- Leki immunosupresyjne
  - Cyklosporyna (Cyklosporyna A)
- Siderofory
  - Enterobaktyna
  - Myksoochelina A
- Barwniki
  - Indigodyna
- Toksyny
  - Mikrocystyna
  - Nodularyna, toksyny sinicowe

Gramicydyna S

  - Alfa-amanityna z Muchomora zielonawego (sromotnikowego)
- Biopolimery wiążące azot (niektóre sinice)
  - Cyanoficyna

## Biosynteza
Peptydy nierybosomalne są syntezowane przez jedną lub więcej wyspecjalizowanych syntetaz peptydów nierybosomalnych (NRPS). Geny modułów tej złożonej maszynerii są zwykle zorganizowane w jeden operon u bakterii albo klaster genów u eukariota. Moduły całego kompleksu, czyli produkty poszczególnych genów, są pojedynczymi enzymami obsługującymi daną reakcję (na przykład przyłączenie kolejnego aminokwasu).
Biosynteza peptydów nierybosomalnych jest analogiczna do syntezy poliketydów czy kwasów tłuszczowych, która także jest obsługiwana przez modularne zespoły enzymatyczne. Z powodu tych podobieństw w mechanice i rozwiązaniu strukturalnym syntezy, niektóre NRPS zawierają moduły obecne w syntazach poliketydowych – na przykład jednostki dodające fragmenty etylowe czy propylowe do łańcucha peptydowego.

### Moduły
Kolejność modułów i domen kompletnej syntetazy peptydów nierybosomalnych jest zwykle ustalona i dość konserwatywna.
- Inicjacja, czyli moduł startowy: [F/NMe]-A-PCP-
- Elongacja, czyli moduł rozszerzający: – (C/Cy) –[NMe]-A-PCP-[E]-
- Terminacja, czyli moduł zwalniający: – (TE/R)

(Kolejność: N-koniec do C-koniec; []: opcjonalnie;  (): jeden z)

### Domeny
- F: Formylacja (opcjonalnie)
- NMe: Metylacja (opcjonalnie)
- A: Adenylacja (niezbędna w module)
- PCP: Tiolacja i białko przenoszące peptydy [Peptide Carrier Protein (PCP)] z dołączoną 4' –fosfo-panteteiną (niezbędna w module)
- C: Kondensacja wiązania peptydowego (niezbędna w module)
- Cy: Cyklizacja poprzez tlen lub siarkę (opcjonalnie)
- Ox: Utlenianie mostków siarczkowych/tlenowych (opcjonalnie)
- Red: Redukcja mostków siarczkowych/tlenowych (opcjonalnie)
- E: Epimeryzacja do D-aminokwasów (opcjonalnie)
- TE: Terminacja przez tioesterazę (znalezione tylko raz wśród NRPS)
- R: Redukcja do terminalnego aldehydu lub alkoholu (opcjonalnie)

### Inicjacja
- Ładowanie: pierwszy aminokwas jest aktywowany przez ATP jako połączenie bezwodnika acylowo-fosforanowego z AMP przez domenę A i ładowany na dołączoną do seryny 4' –fosfopanteteinę (pochodzącą z koenzymu A i dołączoną tam w specyficznej reakcji aktywowania kompleksu). Seryna ta jest częścią białka przenoszącego peptydy (PCP).
- Czasami grupa aminowa wiązanego aminokwasu jest formylowana przez domenę F lub metylowana przez domenę NMe.

### Elongacja
- Ładowanie: analogicznie do inicjacji, każdy moduł ładuje swoje substraty (aminokwasy) na domenę PCP.

- Kondensacja: Domena C katalizuje powstawanie wiązania amidowego pomiędzy grupą tioestrową rosnącego łańcucha peptydowego z poprzedniego modułu, z aminokwasem obecnym na PCP obecnego modułu. Po reakcji kondensacji, wydłużony o jedną podjednostkę łańcuch peptydowy pozostaje związany z PCP

- Kondensacja-Cyklizacja: czasami domena C jest zastąpiona domeną Cy, która prócz formowania wiązania amidowego, katalizuję reakcję pomiędzy grupą boczną seryny, treoniny lub cysteiny, a azotem grupy amidowej, czego wynikiem jest stworzenie pierścienia poprzez siarkę (cysteina) lub tlen (seryna, treonina) i azot wiązania amidowego.

- Epimeryzacja: czasami domena E epimeryzuje aminokwasy do ich D-epimerów.

- Cykl ten powtarza się na każdym module elongacyjnym.

### Terminacja
- Terminacja: domena TE (tioesterazowa) odhydrolizowuje kompletny łańcuch polipeptydowy z domeny ACP poprzedniego modułu, często formując także cykliczne amidy (laktamy) lub cykliczne estry (laktony).

- Opcjonalnie, peptyd może zostać uwolniony przez domenę R, która redukuje wiązanie tioestrowe do terminalnego alkoholu lub aldehydu.

### Procesowanie
Ukończone peptydy często są dodatkowo modyfikowane, na przykład glikozylowane, acylowane, hydroksylowane, czy halogenizowane. Enzymy obsługujące te reakcje są zwykle połączone z całym kompleksem syntezującym, a ich geny są we wspólnym z innymi składnikami operonie lub klasterze genowym.

### Specyficzność substratowa
Większość domen ma dość szeroką specyficzność wobec substratów i zazwyczaj to domena A determinuje, który aminokwas ma być przyłączany przez dany moduł. To właśnie aminokwasy definiują specyficzność wobec kolejnych substratów, więc można je potraktować jak analogii kodonów z klasycznej translacji. Także domena C, kondensacyjna, jest uważana za specyficzną wobec substratów, szczególnie gdy znajduje się za modułem z domeną E (epimeryzacyjną), gdzie działa jako rodzaj filtra dla form epimerycznych.

## Połączenia z poliketydami
Z powodu podobieństw z syntetazą poliketydową (PKS), wiele metabolitów wtórnych jest w rzeczywistości połączeniem NRP i poliketydów. Ma to zwykle miejsce, gdy moduły PK znajdują się za modułami NRP i na odwrót. Jakkolwiek istnieje bardzo duża analogia pomiędzy oboma syntetazami, ich mechanizm działania od strony chemicznej jest jednak różny.
Przykładowe połączenie NRP i poliketydu:
- Epotilon

## Literatura
- Schwarzer D., Finking R., Marahiel MA. Nonribosomal peptides: from genes to products. „Nat Prod Rep”. 3 (20), s. 275–287, czerwiec 2003. DOI: 10.1039/b111145k. PMID: 12828367.
- Marahiel MA., Stachelhaus T., Mootz HD. Modular Peptide Synthetases Involved in Nonribosomal Peptide Synthesis. „Chem Rev”. Nov 10;97. 7, s. 2651–2674, 2002. DOI: 10.1021/cr960029e. PMID: 11851476.